# Malmö Fotbollförening (femminile)
Il Malmö Fotbollförening o Malmö FF Dam è una squadra di calcio femminile svedese, sezione dell'omonimo club con sede a Malmö. Dal 2025 militerà nella Damallsvenskan, la massima serie del campionato svedese. Disputa le partite casalinghe al Malmö Stadion.
La squadra, che è esistita come sezione del club dal 1970 al 2006, venne in seguito scorporata diventando un club separato, il Lait de Beauté Football Club Malmö, integrando nella ragione sociale il nome dello sponsor Lait de Beauté e mutando simboli e colori sociali, per poi assumere la denominazione Fotboll Club Rosengård dal 2017.

## Storia

### Le origini
Il 7 settembre 1970 la dirigenza del Malmö Fotbollförening, la principale squadra di Malmö, prese la decisione di costituire una squadra femminile come parte del club principale, chiamandola Malmö Fotbollförening Dam per distinguerla dalla formazione maschile. Vinse il primo campionato svedese nel 1986, per poi ripetersi nei campionati di Damallsvenskan per altre quattro volte nei bienni 1990-1991 e 1993-1994. Nel 1990 vinse la sua prima Coppa di Svezia, battendo in finale l'Öxabäcks per 3-0. Nel 2003 venne ammesso alla UEFA Women's Cup in qualità di secondo classificato in Damallsvenskan 2002, poiché le campionesse in carica dell'Umeå IK erano già qualificate alla UEFA Women's Cup come detentrici del trofeo. Nella massima competizione continentale il Malmö FF Dam raggiunse le semifinali, dove venne eliminato dall'1. FFC Francoforte: dopo un pareggio a reti inviolate nella gara di andata, le tedesche si imposero nel ritorno per 4-1.

### Lo scorporo e la nascita di un nuovo club
Nell'aprile 2007, il Malmö FF Dam iniziò un forte rinnovamento della squadra, incluso il nome, le maglie e lo stemma. L'11 aprile 2007 la squadra fu rinominata Lait de Beauté Football Club Malmö, dividendosi definitivamente dalla squadra maschile. Questo rinnovamento giunse anche in conseguenza di un nuovo accordo di sponsorizzazione con l'azienda svedese di cosmetici Hardford, il cui marchio leader Lait de Beauté divenne parte integrante del nuovo nome del club.

## Palmarès

### Competizioni nazionali
- Campionato svedese: 5

1986, 1990, 1991, 1993, 1994
- Coppa di Svezia: 2

1990, 1997

### Altri piazzamenti
- UEFA Women's Cup:

Semifinalista: 2003-2004

## Organico

### Rosa 2024
Rosa, ruoli e numeri di maglia come da sito ufficiale, aggiornati al 18 dicembre 2024
| N. |                   | Ruolo | Calciatrice      |
| -- | ----------------- | ----- | ---------------- |
| 1  | Svezia (bandiera) | P     | Julia Cavander   |
| 2  | Svezia (bandiera) | D     | Nathalie Persson |
| 3  | Svezia (bandiera) | D     | Lovisa Wifvesson |
| 4  | Svezia (bandiera) | D     | Linnea Svensson  |
| 5  | Svezia (bandiera) | D     | Sana Kullberg    |
| 6  | Svezia (bandiera) | A     | Malin Gunnarsson |
| 7  | Svezia (bandiera) | C     | Anna Welin       |
| 8  | Svezia (bandiera) | C     | Rebecka Holm     |
| 9  | Svezia (bandiera) | A     | Nova Rolfsson    |
| 10 | Svezia (bandiera) | C     | Ema Paljevic     |
| 11 | Svezia (bandiera) | C     | Matilda Kristell |
| 13 | Svezia (bandiera) | C     | Tilde Walhgren   |
| 14 | Svezia (bandiera) | A     | Stella Malmros   |
| 15 | Svezia (bandiera) | D     | Agnes Mårtensson |

| N. |                       | Ruolo | Calciatrice               |
| -- | --------------------- | ----- | ------------------------- |
| 16 | Svezia (bandiera)     | P     | Linnea Hagberg            |
| 17 | Svezia (bandiera)     | C     | Amanda Kander             |
| 19 | Svezia (bandiera)     | A     | Anna Plantin              |
| 20 | Svezia (bandiera)     | D     | Hannah Lofthammar         |
| 21 | Svezia (bandiera)     | D     | Elin Björklund (capitano) |
| 22 | Svezia (bandiera)     | A     | Beatrice Persson          |
| 23 | Svezia (bandiera)     | D     | Sofia Wännerdahl          |
| 24 | Svezia (bandiera)     | C     | Petronella Windblad       |
| 27 | Portogallo (bandiera) | C     | Mafalda Barbóz            |
| 30 | Svezia (bandiera)     | P     | Emelie Borg               |
| 31 | Danimarca (bandiera)  | P     | Kathrine Larsen           |
|    | Svezia (bandiera)     | C     | Sarah Mellouk             |
|    | Svezia (bandiera)     | C     | Nellie Lilja              |